# Port-des-Barques
Port-des-Barques település Franciaországban, Charente-Maritime megyében. Lakosainak száma 1754 fő (2022. január 1.). Port-des-Barques Fouras, Saint-Froult, Saint-Laurent-de-la-Prée és Saint-Nazaire-sur-Charente községekkel határos.

## Népesség
A település népességének változása:
| Lakosok száma | 1181 | 1330 | 1455 | 1805 | 1857 | 1765 | 1777 | 1768 | 1764 | 1754 |
|               | 1968 | 1982 | 1990 | 2006 | 2013 | 2015 | 2017 | 2019 | 2020 | 2022 |